# HD 108477
HD 108477，又名BD-15 3471，SAO 157299、HR 4742，是一颗恒星，视星等为6.35，位于銀經294.8，銀緯45.87，其B1900.0坐标为赤經12h 22m 37.8s，赤緯-16° 45.87′ 43″。